# Saison 2015-2016 du Paris Saint-Germain Handball
Maillots
Chronologie
Saison 2014-2015 Saison 2016-2017
Dernière mise à jour : 20 juin 2016.
La saison 2015-2016 du Paris Saint-Germain Handball est la 28e saison en première division depuis 1985.

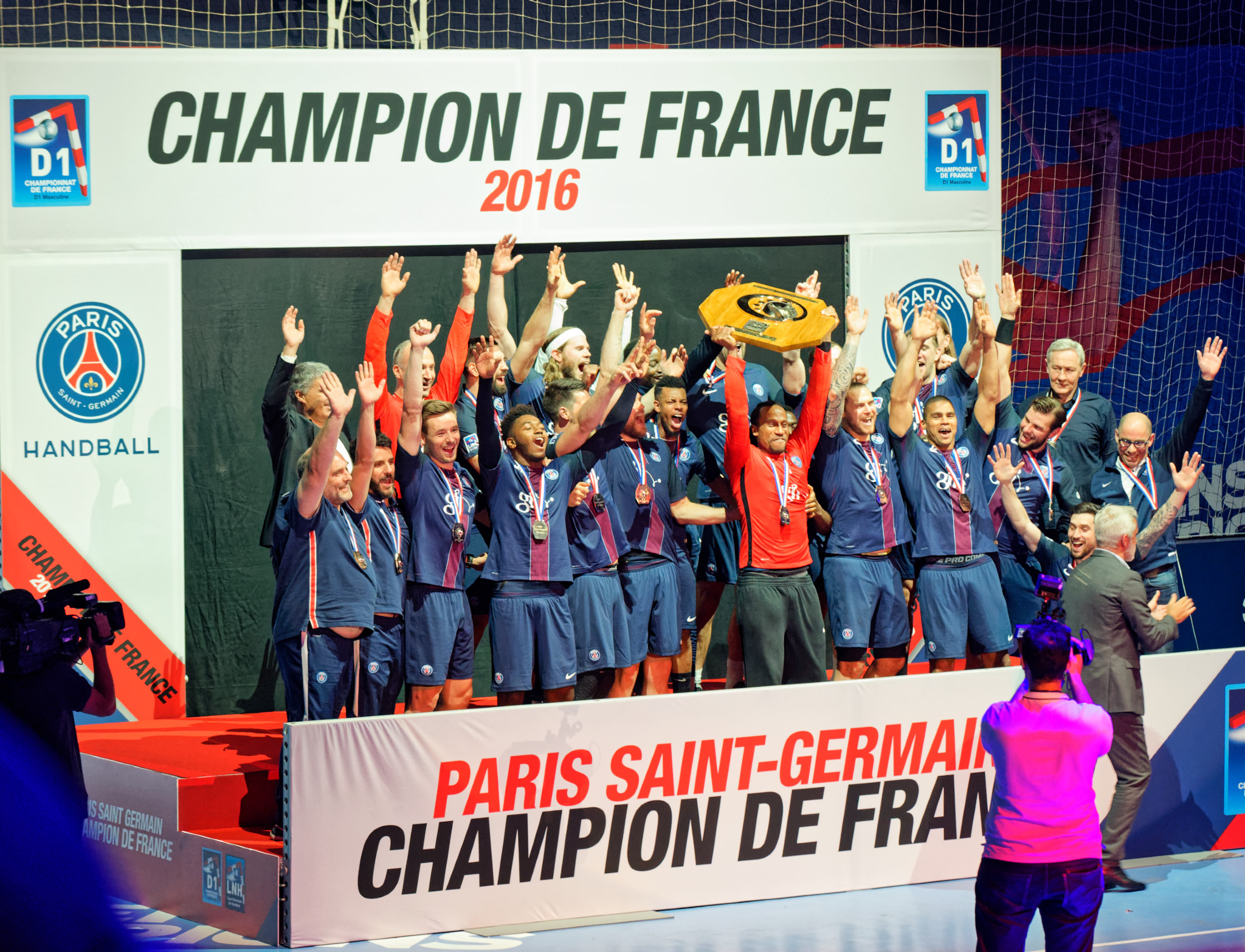
Le PSG célèbre son titre de champion de France, le 2 juin 2016.

Le club conserve le Trophée des champions en début de saison puis est champion de France. Il est revanche battu par deux fois en finale de la Coupe de la Ligue puis de la Coupe de France, à chaque fois par le Montpellier Handball.
En Ligue des champions, le club termine à la première place en phase de groupe puis participe à son premier final four de la compétition. Éliminé en demi-finale par les polonais du KS Kielce, il remporte la petite finale pour terminer 3e de la compétition.

## Pré-saison

### Transferts
| Nom | Nom                          | Poste                 | Provenance/Destination | Provenance/Destination              | Durée   |
|     |                              |                       | Arrivées               |                                     |         |
| /   | Zvonimir Serdarušić          | Entraineur            |                        | Pays d'Aix Université Club handball | 2 ans   |
|     | Staffan Olsson               | Entraîneur adjoint    |                        |                                     | 2 ans   |
|     | Nikola Karabatic             | Arrière gauche        |                        | FC Barcelone                        | 4 ans   |
|     | Luka Karabatic               | Pivot                 |                        | Pays d'Aix Université Club handball | 4 ans   |
|     | Henrik Møllgaard             | Arrière gauche        |                        | Skjern Håndbold                     | 1 an    |
|     | Sergiy Onufriyenko           | Arrière droit         |                        | HC Motor Zaporozhye                 | 1 an    |
|     |                              |                       | Départs                |                                     |         |
|     | Mladen Bojinović             | Demi-centre           |                        | RK Borac Banja Luka                 | [ 7 ]   |
|     | Gábor Császár (février 2015) | Demi-centre           |                        | Kadetten Schaffhausen               | 2,5 ans |
|     | Philippe Gardent             | Entraineur et manager |                        | Fenix Toulouse Handball             | 3 ans   |
|     | Jakov Gojun                  | Défenseur             |                        | Füchse Berlin                       | 3 ans   |
|     | Marko Kopljar                | Arrière droit         |                        | FC Barcelone                        | 3 ans   |
|     | Zacharia N'Diaye             | Défenseur             |                        | Chartres Métropole Handball 28      | 3 ans   |
|     |                              |                       | Prolongations          |                                     |         |
|     | Samuel Honrubia              | Ailier gauche         |                        |                                     | 1 an    |
|     | Fahrudin Melić               | Ailier droit          |                        |                                     | 2 ans   |
|     | Igor Vori                    | Pivot                 |                        |                                     | 2 ans   |
|     | Thierry Omeyer               | Gardien               |                        |                                     | 2 ans   |
|     | Mikkel Hansen                | Arrière gauche        |                        |                                     | 4 ans   |
|     | Luc Abalo                    | Ailier droit          |                        |                                     | 3 ans   |

### Effectif
Note : Est indiqué comme étant en sélection nationale tout joueur ayant participé à au moins un match avec une équipe nationale lors de la saison 2015-2016.

### Préparation
(septembre 2015).

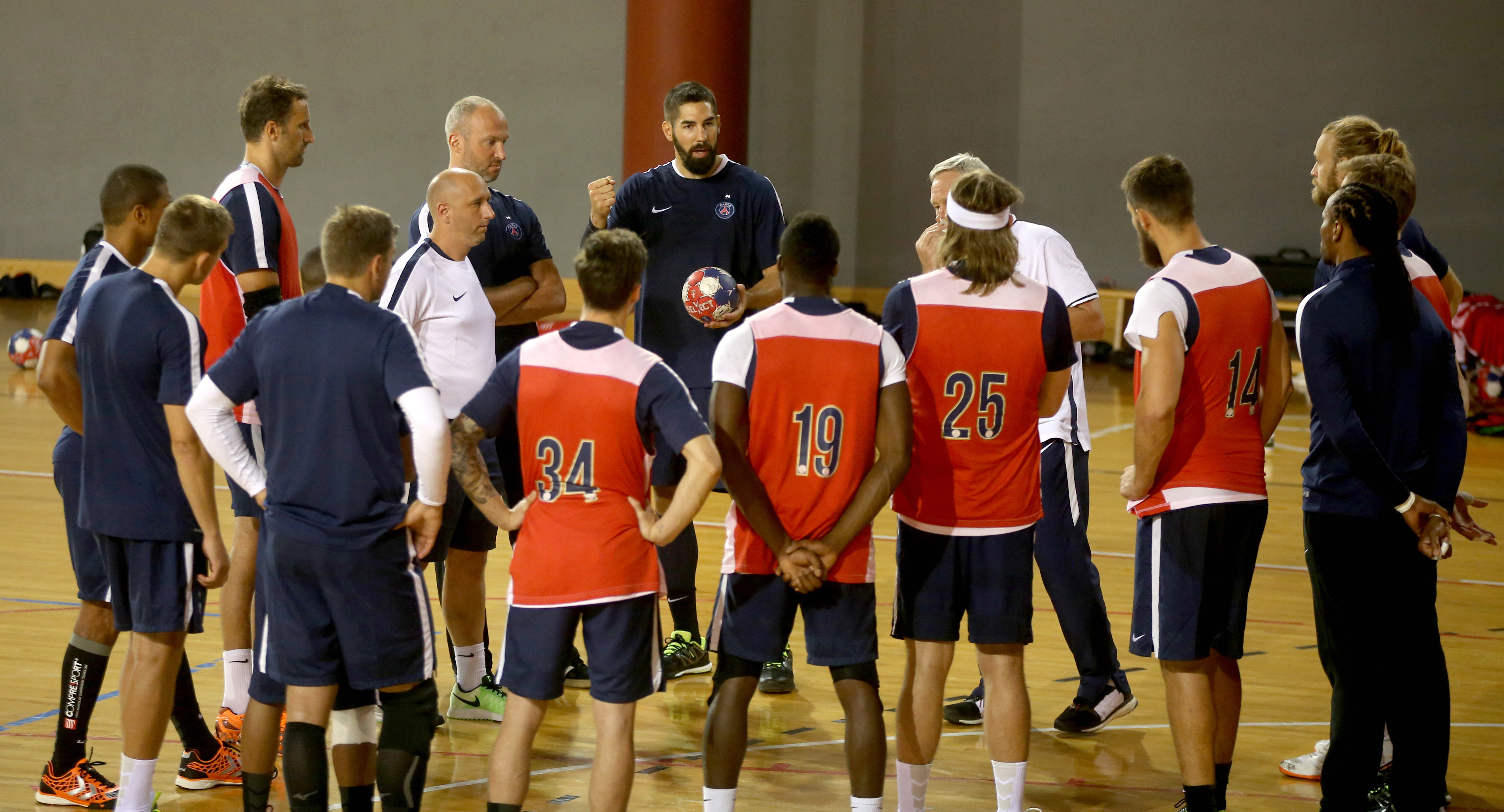
Nikola Karabatic et l'équipe du PSG lors d'une session d'entraînement dans l'ASPIRE Academy de Doha.

Pour les parisiens, les vacances estivales se terminent le 21 juillet. Après la perception de leur nouvel équipement et les nouvelles photos officielles, les joueurs et le staff s'envolent pour Doha et son complexe sportif pour un stage d'une semaine, une habitude depuis 2012. Comme l'an passé, le premier match amical se fait contre Chartres qui fait son entrée en première division, une occasion pour Zacharia N'Diaye de revoir ses anciens partenaires. Le nouvel entraîneur peut voir ses hommes à l’œuvre le 13 août contre le PAUC, à Aix-en-Provence. Là où il y a encore quelques mois il exerçait ses fonctions. Deux jours plus tard, les parisiens enchaînent avec la 12e édition des Masters de Grenoble où ils retrouvent Aix, Chambéry et l'équipe nationale du Japon. À partir du 20 août, le club remet son titre en jeu à l'Eurotournoi. Pour cette 21e version, le casting est le suivant : Chambéry, Montpellier, PSG, Kadetten Schaffhausen (Suisse), Naturhouse La Rioja (Espagne) et Veszprém (Hongrie). Le 28 août un nouveau match est prévu contre les Polonais de Kielce avant de finir la préparation par le trophée des Champions, malgré l'incertitude qui pèse sur son déroulement à la suite des attentats de Sousse (Tunisie) du 26 juin . Après six semaines de préparation, les joueurs sont fin prêts pour la reprise le 9 ou 10 septembre.

## Compétitions

### Trophée des Champions
| Tour   | Date       | Diffusion TV | Club recevant       | Score   | Club visiteur     | Rapport          |
| 1/2    | 04.09.2015 |              | Paris Saint-Germain | 30 - 28 | HBC Nantes        | Feuille de match |
| Finale | 05.09.2015 |              | Paris Saint-Germain | 29 - 27 | Saint-Raphaël VHB | Feuille de match |

Les premiers matchs officiels se déroulent à Nantes lors de la 6e éditions du Trophée des champions les 4 et 5 septembre. Après une victoire contre Nantes (30 à 28 ) en demi-finales, les parisiens s'imposent en finale face à Saint-Raphaël (29 à 27). Les joueurs rentrent à Paris avec le premier titre de la saison.

### Coupe de la Ligue
| Tour                                            | Date       | Diffusion TV | Club recevant           | Score   | Club visiteur        | Rapport          |
| Exempté de tour préliminaire et de premier tour |            |              |                         |         |                      |                  |
| 1/4                                             | 01.11.2014 |              | US Créteil              | 38 - 41 | Paris Saint-Germain  | Feuille de match |
| 1/2                                             | 12.03.2014 |              | Fenix Toulouse Handball | 31 - 45 | Paris Saint-Germain  | Feuille de match |
| Finale                                          | 13.03.2014 |              | Paris Saint-Germain     | 26 - 31 | Montpellier Handball | Feuille de match |

Les demi-finales et la finale ont lieu du 12 au 13 mars 2016 à L'Arena de Montpellier.

### Coupe de France
| Tour       | Date       | Diffusion TV | Club recevant              | Score   | Club visiteur         | Rapport          |
| 16e        | 19.12.2015 |              | Nancy                      | 23 - 36 | Paris Saint-Germain   | Feuille de match |
| 8e         | 06.02.2016 |              | Paris Saint-Germain        | 45 - 27 | Mulhouse HSA (Pro D2) | Feuille de match |
| 1/4 finale | 24.02.2016 |              | Chartres MHB 28            | 24 - 35 | Paris Saint-Germain   | Feuille de match |
| 1/2 finale | 03.04.2016 |              | Cesson-Rennes Métropole HB | 24 - 35 | Paris Saint-Germain   | Feuille de match |
| Finale     | 21.05.2016 |              | Montpellier Handball       | 38 - 32 | Paris Saint-Germain   | Feuille de match |

### Championnat

#### Détails des matchs
| Journée                                               | Date     | Diffusion TV | Club recevant               | Score   | Club visiteur               | Classement (sur 14) | Rapport          |
| MATCHS ALLERS                                         |          |              |                             |         |                             |                     |                  |
| J1                                                    | 09.09.15 |              | Paris Saint-Germain         | 36 - 32 | USAM Nîmes                  | 2e                  | Feuille de match |
| J2                                                    | 16.09.15 |              | US Ivry HB                  | 27 - 33 | Paris Saint-Germain         | 1er                 | Feuille de match |
| J3                                                    | 23.09.15 |              | Paris Saint-Germain         | 34 - 27 | Saint-Raphaël VHB           | 1er                 | Feuille de match |
| J4                                                    | 30.09.15 |              | Chartres MHB                | 20 - 32 | Paris Saint-Germain         | 1er                 | Feuille de match |
| J5                                                    | 07.10.15 |              | Paris Saint-Germain         | 35 - 27 | Chambéry SH                 | 1er                 | Feuille de match |
| J6                                                    | 14.10.15 |              | Pays d'Aix UCH              | 25 - 35 | Paris Saint-Germain         | 1er                 | Feuille de match |
| J7                                                    | 21.01.15 |              | Paris Saint-Germain         | 34 - 24 | Dunkerque HGL               | 1er                 | Feuille de match |
| J8                                                    | 28.10.15 |              | Montpellier Handball        | 32 - 31 | Paris Saint-Germain         | 1er                 | Feuille de match |
| J9                                                    | 09.03.16 |              | Paris Saint-Germain         | 43 - 39 | Tremblay-en-France Handball | 1er                 | Feuille de match |
| J10                                                   | 18.11.15 |              | Fenix Toulouse              | 33- 38  | Paris Saint-Germain         | 1er                 | Feuille de match |
| J11                                                   | 25.11.15 |              | Paris Saint-Germain         | 34 - 27 | US Créteil HB               | 1er                 | Feuille de match |
| J12                                                   | 02.12.15 |              | Paris Saint-Germain         | 38 - 31 | Cesson-Rennes Métropole HB  | 1er                 | Feuille de match |
| J13                                                   | 09.12.15 |              | HBC Nantes                  | 17 - 24 | Paris Saint-Germain         | 1er                 | Feuille de match |
| MATCHS RETOURS                                        |          |              |                             |         |                             |                     |                  |
| J14                                                   | 12.12.15 |              | Paris Saint-Germain         | 33 - 25 | Chartres MHB                | 1er                 | Feuille de match |
| J15                                                   | 10.02.16 |              | Chambéry SH                 | 25 - 30 | Paris Saint-Germain         | 1er                 | Feuille de match |
| J16                                                   | 17.02.16 |              | USAM Nîmes                  | 28 - 34 | Paris Saint-Germain         | 1er                 | Feuille de match |
| J17                                                   | 02.03.16 |              | Paris Saint-Germain         | 32 - 22 | US Ivry HB                  | 1er                 | Feuille de match |
| J18                                                   | 16.03.16 |              | Dunkerque HGL               | 29 - 32 | Paris Saint-Germain         | 1er                 | Feuille de match |
| J19                                                   | 23.03.16 |              | Paris Saint-Germain         | 34 - 33 | HBC Nantes                  | 1er                 | Feuille de match |
| J20                                                   | 30.03.16 |              | Saint-Raphaël VHB           | 29 - 32 | Paris Saint-Germain         | 1er                 | Feuille de match |
| J21                                                   | 16.04.16 |              | Paris Saint-Germain         | 37 - 30 | Fenix Toulouse              | 1er                 | Feuille de match |
| J23                                                   | 04.05.16 |              | Cesson-Rennes Métropole HB  | 33 - 36 | Paris Saint-Germain         | 1er                 | Feuille de match |
| J22                                                   | 07.05.16 |              | Tremblay-en-France Handball | 32 - 43 | Paris Saint-Germain         | 1er                 | Feuille de match |
| J24                                                   | 11.05.16 |              | Paris Saint-Germain         | 30 - 26 | Montpellier Handball        | 1er                 | Feuille de match |
| J25                                                   | 18.05.16 |              | US Créteil HB               | 32 - 34 | Paris Saint-Germain         | 1er                 | Feuille de match |
| J26                                                   | 02.06.16 |              | Paris Saint-Germain         | 31 - 32 | Pays d'Aix UCH              | 1er                 | Feuille de match |
| Le Paris Saint-Germain est champion de France 2015-16 |          |              |                             |         |                             |                     |                  |

| Légende : | Victoire |  |  | Nul |  |  | Défaite |  |  | Score du club |  | : BeIn Sports |  |

Buts marqués par journée
Ce graphique représente le nombre de buts marqués lors de chaque journée du championnat.

Les Parisiens ont inscrit 576 buts en 17 matchs de championnat (soit ~33 buts/match).

### Ligue des champions
| Tours                                                       | Opposants                                                                  | Allers                                                                     | Allers                                                                     | Retours                                                                    | Retours                                                                    | Rapports                                                                   |
| ----------------------------------------------------------- | -------------------------------------------------------------------------- | -------------------------------------------------------------------------- | -------------------------------------------------------------------------- | -------------------------------------------------------------------------- | -------------------------------------------------------------------------- | -------------------------------------------------------------------------- |
| Phase de groupe (Groupe A)                                  | SG Flensburg-Handewitt                                                     | 19.09.2015                                                                 | 39 - 32                                                                    | 06.03.2016                                                                 | 35 - 32                                                                    | Rapport                                                                    |
| Phase de groupe (Groupe A)                                  | Orlen Wisła Płock                                                          | 27.09.2015                                                                 | 29 - 24                                                                    | 27.02.2016                                                                 | 22 - 27                                                                    | Rapport                                                                    |
| Phase de groupe (Groupe A)                                  | Beşiktaş Istanbul                                                          | 03.10.2015                                                                 | 30 - 40                                                                    | 20.02.2016                                                                 | 40 - 28                                                                    | Rapport                                                                    |
| Phase de groupe (Groupe A)                                  | RK PPD Zagreb                                                              | 11.10.2015                                                                 | 34 - 23                                                                    | 10.02.2016                                                                 | 23 - 25                                                                    | Rapport                                                                    |
| Phase de groupe (Groupe A)                                  | RK Celje                                                                   | 18.10.2015                                                                 | 30 - 32                                                                    | 06.12.2015                                                                 | 32 - 27                                                                    | Rapport                                                                    |
| Phase de groupe (Groupe A)                                  | MVM Veszprém KC                                                            | 25.10.2015                                                                 | 29 - 27                                                                    | 28.11.2015                                                                 | 28- 20                                                                     | Rapport                                                                    |
| Phase de groupe (Groupe A)                                  | THW Kiel                                                                   | 12.11.2015                                                                 | 26 - 30                                                                    | 21.11.2015                                                                 | 37 - 30                                                                    | Rapport                                                                    |
| Phase finale                                                |                                                                            |                                                                            |                                                                            |                                                                            |                                                                            |                                                                            |
| 1/8 Finale                                                  | Exempté de huitième de finale grâce à la première place en phase de groupe | Exempté de huitième de finale grâce à la première place en phase de groupe | Exempté de huitième de finale grâce à la première place en phase de groupe | Exempté de huitième de finale grâce à la première place en phase de groupe | Exempté de huitième de finale grâce à la première place en phase de groupe | Exempté de huitième de finale grâce à la première place en phase de groupe |
| 1/4 Finale                                                  | RK PPD Zagreb                                                              | 23.04.2016                                                                 | 20 - 28                                                                    | 01.05.2016                                                                 | 32 - 32                                                                    | Rapport                                                                    |
| Le Final Four dans la Lanxess Arena de Cologne en Allemagne |                                                                            |                                                                            |                                                                            |                                                                            |                                                                            |                                                                            |
| 1/2 Finale                                                  | KS Vive Targi Kielce                                                       | 28.04.2016                                                                 | 28 - 26                                                                    | Rapport                                                                    | Rapport                                                                    | Rapport                                                                    |
| Match pour la 3e place                                      | THW Kiel                                                                   | 29.04.2016                                                                 | 27 - 29                                                                    | Rapport                                                                    | Rapport                                                                    | Rapport                                                                    |

| Légende : | Victoire |  |  | Nul |  |  | Défaite |  |  | Score du club |  |